# Riu de Tristaina
Le riu de Tristaina est un cours d'eau de la paroisse d'Ordino en Andorre, long de 5,8 km et affluent de la Valira del Nord.

## Toponymie
Riu désigne en catalan un « cours d'eau » et provient du latin rivus de même signification,.
Tristaina est également d'origine latine et provient de tria stagna qui signifie littéralement « trois étangs »,, et fait référence aux estanys de Tristaina.

## Hydrographie
Long de 5,8 km, le riu de Tristaina coule vers le sud-est depuis le cirque glaciaire de Tristaina. Il aborde la Valira del Nord à El Serrat par sa rive droite. 
Il est l'émissaire des lacs suivants :
- Estanys de Tristaina, un ensemble de trois lacs situés dans le cirque éponyme[7].
- Estany de Creussans par l'intermédiaire du riu de l'Estany de Creussans.
- Basses del Port de Rat, un ensemble de trois lacs situés dans le cirque d'Arcalís par l'intermédiaire du riu de la Coma del Forat.
- Estany Esbalçat, par l'intermédiaire du riu de l'Estany Esbalçat.

| \| Riu de Tristaina \|                                                    |                          |
| Le riu de Tristaina sur la carte des bassins hydrographiques de l'Andorre | Les estanys de Tristaina |
| Riu de Tristaina                                                          |                          |